# Svetlana Medvedeva
Svetlana Vladimirovna Medvedeva (in russo Светла́на Влади́мировна Медве́дева?, svʲɪˈtlanə vlədʲɪˈmʲirəvnə mʲɪˈdvʲedʲɪvə, nata Linnik; Kronštadt, 15 marzo 1965) è stata First Lady della Federazione Russa, moglie dell'ex Presidente, e Primo ministro russo, Dmitrij Medvedev.

## Biografia

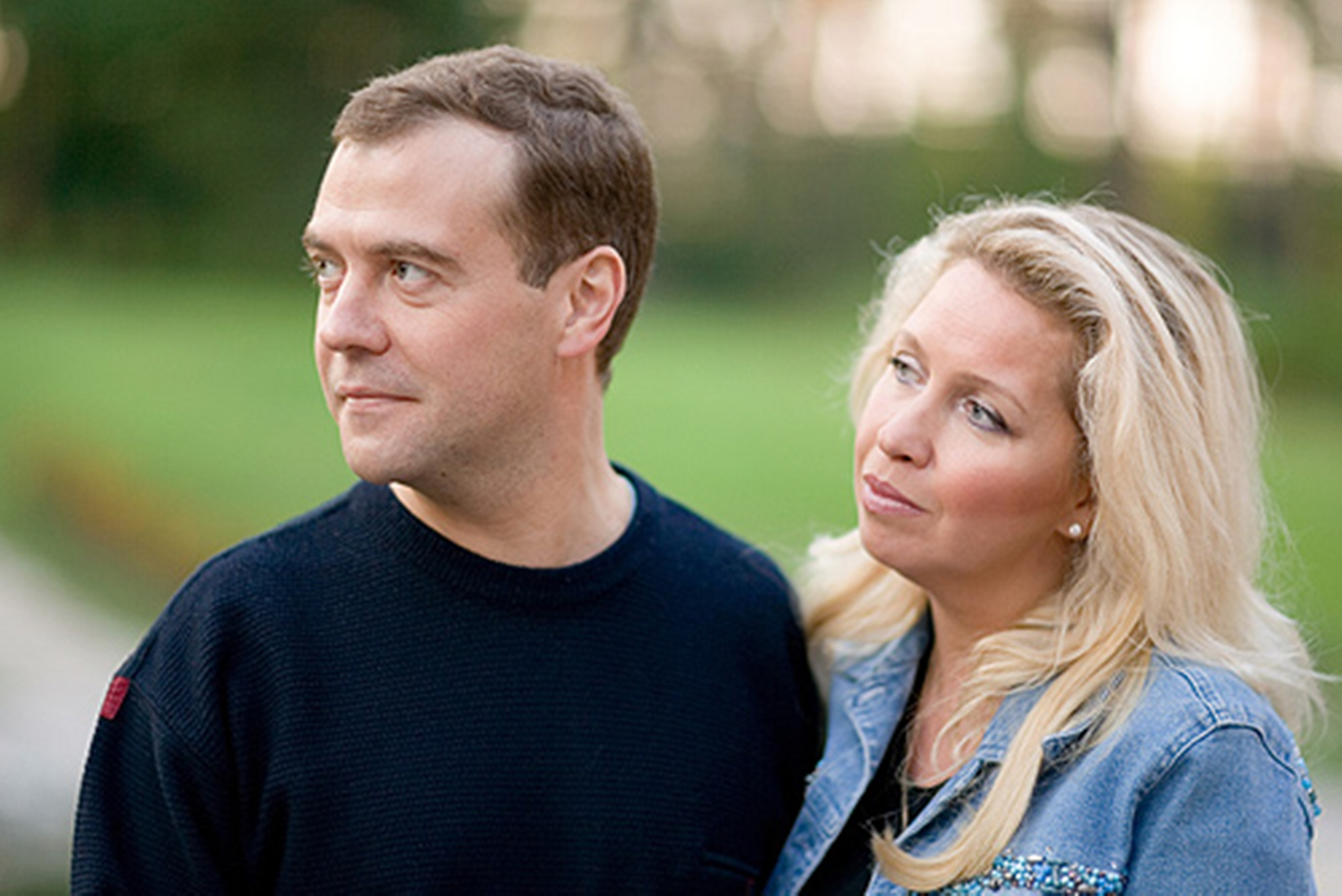
Svetlana con il marito Dmitrij

Svetlana Linnik nacque in una famiglia di militari a Kronštadt, città amministrata dall'allora Leningrado. Era la figlia minore. Svetlana era attiva nelle attività extracurriculari della scuola, prendendo parte attiva anche nella competizione/programma TV KVN e in spettacoli, performance ed altri eventi. Incontrò il suo futuro marito alle scuole medie #305, a Kupčino, un quartiere nella periferia di San Pietroburgo.
Nel 1987 iniziò gli studi all'Università statale di San Pietroburgo. Nel suo primo anno di università, passò ai corsi serali ed inizio a lavorare a tempo pieno. I Medvedev si sposarono nel 1993, dopo che completarono gli studi. Nel 1995 nacque il primo figlio, Ilya, e smise di lavorare. Nello stesso anno è stata battezzata nella Chiesa ortodossa russa.

### Attività politica
Dopo che la coppia si trasferì a Mosca, la Medvedeva diresse molte iniziative russo-italiane: città sorelle Milano – San Pietroburgo e Venezia – San Pietroburgo con l'intento di sviluppare il turismo fra queste città. Nel 2006 ha partecipato all'annuale Festival dell'arte russa tenutosi a Bari.
La Medvedeva divenne First Lady quando il marito Dmitrij Medvedev, divenne presidente in seguito alla vittoria nelle elezioni presidenziali russe il 7 maggio 2008. Nello stesso anno, fu a capo dell'iniziativa per l'istituzione del Giorno della Famiglia in Russia. All'epoca suscitò le attenzioni dei media, anche se evitava i fotografi e raramente rilasciava interviste.